# Prestonfield House
Prestonfield House é uma hotel boutique localizado em Prestonfield, Edimburgo, Escócia. Foi originalmente construído em 1687 pelo arquiteto William Bruce, e já foi uma rica propriedade rural, mas nas últimas décadas tem vindo a servir como um hotel. Embora seja apenas um pequeno estabelecimento, com apenas 23 quartos, Prestonfield House é bem conhecida pelos críticos.
Situada em extensos jardins ao pé de Arthur's Seat, Prestonfield House também é dona de uma grande rotunda, que antes era usado para manter cavalos. Os estábulos, agora convertidos são usados para sediar grandes eventos, sendo um exemplo o Taste of Scotland Festival. O hotel mantém um pequeno dedicado restaurante chamado "Rhubarb", que serve o gourmet.

## História
Originalmente conhecido como Priestfield, o local foi outrora um mosteiro rico, fundado em 1150 por Henrique, Conde de Northumbria. Ao longo dos séculos seguintes, a propriedade mudou de mãos várias vezes, até que, quando recém-na posse da família católica Dick, o mosteiro foi na década de 1670 queimado por alunos protestantes. A família rapidamente recrutou William Bruce para projetar um edifício de substituição, que foi renomeado Prestonfield. A nova propriedade permaneceu na posse da família por muitas gerações, que foi palco de muitos grandes pensadores de sua época, incluindo David Hume, Benjamin Franklin, Samuel Johnson, e Allan Ramsay.